# Dyslalia wyrazowa
Dyslalia wyrazowa – zaburzenie mowy, odmiana dyslalii wyodrębniona ze względu na kryteria objawowe.
Charakteryzuje się ona błędną wymową określonych wyrazów pomimo prawidłowego wymawiania wszystkich głosek w tych wyrazach, co wynika z opuszczania (elizja) i przestawiania głosek, sylab (metatezy głoskowe, sylabowe), przekręcania lub zniekształcania wyrazów.